# Michael Chernus
Michael Chernus est un acteur américain né le 8 août 1977 à Rocky River en Ohio.

## Filmographie

### Cinéma
- 2005 : Winter Passing : Ben
- 2007 : Lovely by Surprise : Humkin
- 2009 : The Messenger : Alan
- 2009 : Mon babysitter
- 2010 : Nonames : Danny
- 2010 : Feed the Fish : JP
- 2010 : Coach : Michael
- 2010 : Love, et autres drogues : Jerry
- 2011 : Higher Ground : Ned
- 2011 : The Handel-Halvorsen Passacaglia : l'homme
- 2012 : Jack and Diane : Jaimie
- 2012 : Men in Black 3 : Jeffrey Price
- 2012 : Jason Bourne : L'Héritage : Arthur Ingram
- 2013 : He's Way More Famous Than You : lui-même
- 2013 : Mutual Friends : lui-même
- 2013 : Capitaine Phillips : Shane Murphy
- 2014 : Goodbye to All That : Freddie
- 2014 : Alex of Venice : Trofimov
- 2014 : Glass Chin : Brian Colby
- 2015 : Mistress America : Dylan
- 2015 : People Places Things : Gary St. Gray
- 2015 : Welcome Back : Roy
- 2015 : La Famille Fang : Kenny
- 2016 : Identities : Clyde
- 2017 : The Dinner : Dylan Heinz
- 2017 : The Most Hated Woman in America : Garth
- 2017 : The Meyerowitz Stories (New and Selected)
- 2017 : Spider-Man: Homecoming : Phineas Mason / le Bricoleur
- 2018 : The Kindergarten Teacher : Grant Spinelli
- 2018 : Furlough : le conducteur de bus
- 2019 : Inez and Doug and Kira : Doug
- 2020 : Materna : David
- 2020 : Werewolves Within : Pete
- 2024 : Un parfait inconnu (A Complete Unknown) de James Mangold

### Télévision
- 2009 : Bored to Death : Francis Hamm (1 épisode)
- 2009-2010 : Mercy : Ryan Flanagan (9 épisodes)
- 2011 : Damages : le barman du New Jersey (2 épisodes)
- 2011 : New York, unité spéciale : Jay Delaney (saison 13, épisode 8)
- 2012 : The Big C : Pasteur Rick (4 épisodes)
- 2012 : The New Normal : Paul (1 épisode)
- 2013 : Nurse Jackie : Louie (1 épisode)
- 2013 : Royal Pains : Pat McRevis (1 épisode)
- 2013-2019 : Orange Is the New Black : Cal Chapman (17 épisodes)
- 2014 : Nashville : Le Sens de la musique  (saison 2 épisode 15) : Howie V
- 2014 : Elementary : Bella  (saison 3 épisode 4)  : Edwin Borstein
- 2014-2015 : Manhattan : Louis Fedowitz (23 épisodes)
- 2015 : New York, unité spéciale : Tommy Sullivan (saison 16, épisode 17)
- 2015 : The Good Wife : Spencer Harman (1 épisode)
- 2015-2018 : Patriot : Edward Tavner (18 épisodes)
- 2016-2019 : Easy : Kyle (6 épisodes)
- 2017 : Wormwood : Mal (3 épisodes)
- 2019 : Perpetual Grace, LTD : Everly Pirdoo (5 épisodes)
- 2019-2020 : Ramy (2 épisodes)
- 2020 : Tommy : Ken Rosey (12 épisodes)
- 2020 : Evel : Clay (2 épisodes)
- 2022 : Severance (série télévisée)